# 草下シンヤ
草下 シンヤ（くさか しんや、本名: 本井 敏弘（もとい としひろ） 1978年9月20日 - ）は静岡県沼津市出身の作家、編集者、ライター、漫画原作者。
沼津市立金岡中学校を経て高校卒業後に上京、彩図社に入社。同社書籍編集長を務めていたが、2024年9月13日で約26年間勤務した彩図社を退職、作家として独立した。
2003年、みずからの実体験に基づく『実録ドラッグ・リポート』で作家デビュー。

## エピソード
- 学生時代より麻雀に明け暮れ、賭け麻雀を生業とする玄人や地元のヤクザなどから可愛がられていた。裏社会で生きていくか物書きとして生きていくか自身の将来に悩んでいた際、当時仲良くしてもらっていた資産家が、自分の仲間である玄人達との賭け麻雀で大敗して行方不明となってしまった。それが切っ掛けとなり、玄人の道を諦めてライターの道へ進むこととなったという[4]。
- 2007年9月7日、九州国際エフエムの番組「Elan Vital」にゲスト出演し、薬物の使用体験を語った。これに対し、聴取者から「薬物を肯定する発言」との指摘があり、同局は謝罪した[5]。
- 『実録ドラッグ・リポート』のカバー写真のモデルをつとめ、「誰もモデルになってくれないから小さなパイプでウィード（引用者注、マリファナを指す隠語）吸ってる自分の写真を使うしかなかった。アジア編のカバーは最初はウィードだけで撮っていたけど表情が緩くなりすぎたからコカインを1ラインずつ足して撮影したんだったな。お巡りさん、私です」と発言している[6]。また、「10代後半から20代前半まで、脳味噌がミキサーにかけられているようなジャンキー時代を過ごした」こと[7]、「私も元ジャンキーでコカインをやめるのに苦労した」ことを自認し[8]、「過去に、大麻もコカインもLSDもエクスタシーも覚醒剤もヘロインもDMTも使用したことがあります。せこく立ち回ったおかげで逮捕されたことはありませんが、それはたまたまです」と述べている[9]。「私の名前はいろいろな取調室の中で語られていて、Twitterもチェックされている。刑事は「あの人は尻尾を出さないね。プロフェッショナルだわ」と感心していたらしい」とも発言している[10]。
- 2024年3月15日に名古屋地裁で開かれた「頂き女子詐欺事件」の公判に、弁護側の情状証人として出廷した[11]。

## 企画・編集
出版社はすべて彩図社。

### 一般書籍
- 僕、はまじ（浜崎憲孝、2002年） - 初の企画本。著者は『ちびまる子ちゃん』に登場するはまじのモデル。
- ついていったら、こうなった キャッチセールス潜入ルポ（多田文明、2003年）
- アジア罰当たり旅行（丸山ゴンザレス、2007年）
- 売春島「最後の桃源郷」渡鹿野島ルポ（高木瑞穂、2017年）
- 悪党の詩（D.O、2019年）
- 怒羅権と私（汪楠、2021年）
- 「海外ブラックロード」シリーズ（嵐よういち）

### 麻雀関連
- 現代麻雀最新セオリー（雀ゴロK、2017年）
- 最強の麻雀押し引き理論（白鳥翔、2018年）
- 超実践 麻雀「何切る」「何鳴く」ドリル（雀ゴロK、2019年）
- 麻雀「超コスパ」上達法（金太賢、2020年）
- 麻雀「読み」の真髄（村上淳、鈴木聡一郎、2021年）

## 執筆

### 単行本
出版社の記載なきものはすべて彩図社。
- 裏のハローワーク（2008年）
- 半グレ（2020年）
- 怒られの作法 日本一トラブルに巻き込まれる編集者の人間関係術（筑摩書房、2023年4月24日）

## 漫画

### 原作
- 鳥と獣（丸山勇樹、竹書房） - 初の漫画原作
- 電脳アリスと因幡くん（藤也卓巳、KADOKAWA）
- 追憶のアペイロン（加藤拓弐、KADOKAWA）
- REVOLT（高木秀栄、KADOKAWA）
- 帝国の神兵（春乃えり、KADOKAWA）
- ぼくのツアーリ（姫野ユウマ、KADOKAWA）
- ハスリンボーイ（本田優貴、小学館）
- 半グレ 六本木 摩天楼のレクイエム（山本隆一郎、秋田書店） - 小説『半グレ』を漫画化
- 一色さんはうまぶりたいっ!（マルヤマ、KADOKAWA） - マルヤマは上記の丸山勇樹と同一人物
- 私刑執行人〜殺人弁護士とテミスの天秤〜（監修：大槻展子、内田康平、『別冊ヤングチャンピオン』2023年1月号[12]、秋田書店）

### 他
- ごくちゅう!（こんぱる＆ふじしまぺポ、講談社） - 取材協力
- ゴールデンドロップ（津覇圭一、上月亮、講談社） - 監修
- 地元最高！（usagi、彩図社） - 編集・監修

## 関連人物
- 丸山ゴンザレス - 「草下」「丸ちゃん」と呼び合う仲。動画配信番組『丸山ゴンザレスのディープな世界』のプロデューサーを務めている。
- Z李 -  炊き出し、トークショーや闇バイトについての対談など共演が多い